# Julius Axelrod
Julius Axelrod, född 30 maj 1912 i New York i USA, död 29 december 2004 i Bethesda i Maryland i USA, var en amerikansk biokemist. År 1970 erhöll han Nobelpriset i fysiologi eller medicin tillsammans med Bernard Katz och den svenske fysiologen Ulf von Euler. Han invaldes 1979 som utländsk ledamot i Royal Society.
Han tilldelades Nobelpriset för sina upptäckter om så kallade kotakolaminer (signalsubstanser), vilka förmedlar impulser mellan hjärnans celler. Hans forskning har haft stor betydelse för vår förståelse av hur psykofarmaka verkar. Axelrod gjorde också stora bidrag till förståelsen av tallkottkörteln och hur den regleras under sömnväckningscykeln.

## Biografi
Axelrod var son till judiska invandrare från Polen, Molly (f. Leichtling) och Isadore Axelrod, en korgvävare. Han tog sin kandidatexamen i biologi vid College of the City of New York 1933. Axelrod ville bli läkare, men avvisades från alla medicinska skolor som han ansökte till. Han arbetade då en tid som laboratorietekniker vid New York University, tills han 1935 fick ett arbete vid New York City Department of Health and Mental Hygiene för utprovning av vitamintillskott till mat. Medan han arbetade vid Institutionen gick han på kvällskurser och tog sin magisterexamen vid New York University 1941.

### Analgetisk forskning
År 1946 började Axelrod arbeta under Bernard Brodie vid Goldwater Memorial Hospital. Forskningserfarenheten och mentorskapet som Axelrod fick genom Brodie skulle leda honom in på hans forskarkarriär. Brodie och Axelrods forskning fokuserade på hur smärtstillande medel fungerar. Under 1940-talet utvecklade användare av ickeaspirin analgetika ett blodtillstånd som kallas metemoglobinemi. Axelrod och Brodie upptäckte att acetanilid, huvudingrediensen i dessa smärtstillande medel, var orsaken till detta. De fann att en av metaboliterna också var ett smärtstillande medel. De rekommenderade att denna metabolit, paracetamol, skulle användas i stället.

### Katekolaminforskning

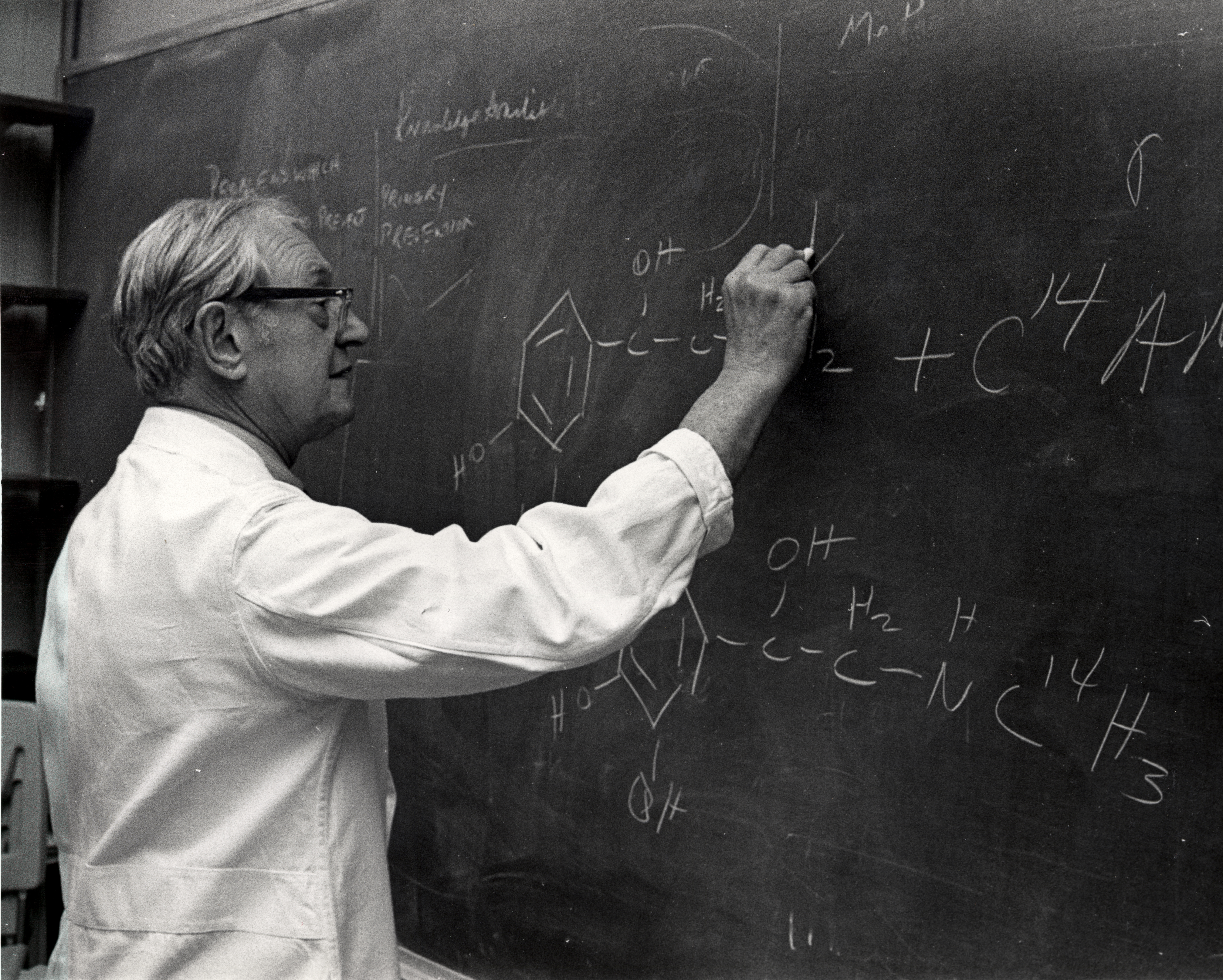
Julius Axelrod

År 1949 började Axelrod arbeta vid National Heart Institute, föregångare till National Heart, Lung and Blood Institute (NHLBI), en del av National Institutes of Health (NIH). Han undersökte mekanismer och effekter av koffein, vilket ledde honom till ett intresse för det sympatiska nervsystemet och dess huvudsakliga neurotransmittorer, adrenalin och noradrenalin. Under denna tid genomförde Axelrod också forskning om kodein, morfin, metamfetamin och efedrin och utförde några av de första experimenten på LSD. Han insåg att han inte kunde utveckla sin karriär utan doktorsexamen och tog ledigt från NIH 1954 för att doktorera på George Washington University Medical School. Med tillåtelse att lämna in en del av sin tidigare forskning som grund tog han 1955 sin doktorsexamen ett år senare. Axelrod återvände sedan till NIH och började några av de viktigaste forskningsprojekten under sin karriär.
Axelrod fick Nobelpriset för sitt arbete med att frigöra, återuppta och lagra neurotransmittorerna epinefrin och norepinefrin, även kända som adrenalin och noradrenalin. Han arbetade med monoaminoxidas (MAO)-hämmare 1957 och visade då att katekolamin-neurotransmittorer inte bara slutar fungera efter att de släppts ut i synapsen, utan återinfångas ("återupptagning") av den presynaptiska nervänden och återvinns för senare överföringar. Han teoretiserade att epinefrin hålls i vävnader i en inaktiv form och frigörs av nervsystemet vid behov. Denna forskning lade grunden för senare selektiva serotoninåterupptagshämmare (SSRI), såsom Prozac, som blockerar återupptaget av en annan neurotransmittor, serotonin.
År 1958 upptäckte och karakteriserade Axelrod också enzymet katekol-O-metyltransferas, som är involverat i nedbrytningen av katekolaminer.

### Pinealkörtelforskning
En del av Axelrods senare forskning fokuserade på tallkottkörteln. Han och hans kollegor visade att hormonet melatonin genereras från tryptofan, liksom neurotransmittorn serotonin. Graden av syntes och frisättning följer kroppens dygnsrytm som drivs av den suprachiasmatiska kärnan i hypotalamus. Han fortsatte tillsammans med sina kollegor att visa att melatonin hade vidsträckta effekter i hela centrala nervsystemet, vilket gjorde att tallkottkörteln fungerade som en biologisk klocka.
Axelrod valdes till stipendiat vid American Academy of Arts and Sciences 1971, men fortsatte att arbeta vid National Institute of Mental Health vid NIH fram till sin död 2004. Många av hans skrifter och utmärkelser finns på National Library of Medicine.

## Utmärkelser och hedersbetygelser
Axelrod tilldelades 
Gairdner Foundation International Award 1967, 
Nobelpriset i fysiologi eller medicin 1970.
Ralph W. Gerard-priset i neurovetenskap 1992.
Han valdes till utländsk medlem av Royal Society (ForMemRS) 1979.

## Persoligt liv
Axelrod skadade sitt vänstra öga när en ammoniakflaska i laboratoriet exploderade. Han tvingades därför bära en ögonlapp för resten av sitt liv. Även om han blev ateist tidigt i livet och gillade den stränga uppfostran av sina föräldrars religion, identifierade han sig med judisk kultur och gick med i flera internationella strider mot antisemitism. Hans hustru under 53 år, Sally Taub Axelrod, dog 1992. Vid sin död efterlämnade han två söner, Paul och Alfred, och tre barnbarn.

### Politiska åsikter
Efter att ha fått Nobelpriset 1970 använde Axelrod sitt kändisskap för att debattera flera vetenskapspolitiska frågor. År 1973 skapade USA:s president Richard Nixon en byrå med det specifika målet att bota cancer. Axelrod organiserade tillsammans med andra nobelpristagare Marshall W. Nirenberg och Christian Anfinsen en framställning av forskare som motsatte sig den nya byrån och hävdade att genom att enbart fokusera på cancer skulle offentliga medel inte vara tillgängliga för forskning om andra, mer lösbara, medicinska problem. Axelrod lånade också ut sitt namn till flera protester mot fängslandet av forskare i Sovjetunionen. Axelrod var medlem i styrelsen för sponsorer för Federation of American Scientists och International Academy of Science, München.